# 岐阜県立益田高等学校小坂分校
岐阜県立益田高等学校小坂分校（ぎふけんりつましたこうとうがっこう　おさかぶんこう）とは、かつて岐阜県益田郡小坂町（現在の下呂市）にあった公立の高等学校の分校。

## 概要
益田高等学校の定時制の分校であった。岐阜県立の高等学校の分校であったが、設置者は小坂町であった。
校舎は小坂町立小坂中学校の第1校舎を独立校舎として使用していた。廃校後は小坂中学校の校舎として1985年（昭和60年）まで使用された。

## 沿革
- 1948年（昭和23年）
  - 9月15日 - 岐阜県立益田高等学校小坂分校として開校。校舎は小坂町立小坂小学校の校舎を使用。開校時の生徒数は80名。
  - 11月9日 - 認可を受ける。
- 1951年（昭和26年）4月1日 - 別科（被服科）を設置。
- 1953年（昭和28年）4月8日 - 小坂町立湯屋小学校内に湯屋分室を設置。
- 1955年（昭和30年）
  - 3月17日 - 湯屋分室を廃止。
  - 3月30日 - 小坂町立小坂中学校の第1校舎を益田高等学校小坂分校の独立校舎とし、移転。
- 1963年（昭和38年）3月5日 - 別科の募集を停止。
- 1972年（昭和47年）3月 - 募集を停止。
- 1975年（昭和50年）
  - 3月2日 - 閉校式を行う。
  - 3月31日 - 廃校。廃校時の生徒数は4名。